# Arthur Sellings
Arthur Sellings (eigentlich Arthur Gordon Ley; * 31. Mai 1921 in Tunbridge Wells, Kent, England; † 24. September 1968 in Worthing, Sussex, England) war ein britischer Science-Fiction-Autor, Wissenschaftler, Buch- und Kunsthändler.
Sein postum erschienener Roman Junk Day (deutsch Schrottwelt), der die Welt nach einem atomaren Holocaust schildert, gilt als sein bestes Werk.

## Leben
Ley war der Sohn von Arthur James Ley und Stella Grace, geborene Sellings. Er verbrachte die meiste Zeit seines Lebens in seiner Heimatstadt. Am 18. August 1945 heiratete er Gladys Pamela Judge.
Über seine schriftstellerische Tätigkeit hinaus war Ley Buch- und Kunsthändler und -antiquar. Zwischen 1955 und 1968 war er wissenschaftlicher Berater für die britische Regierung.
Einige seiner Werke wurden von seinen Forschungsarbeiten inspiriert. Seine Kurzgeschichten erschienen in Fantastic, Galaxy Science Fiction, Imagination, The Magazine of Fantasy & Science Fiction, Nebula Science Fiction, New Worlds, New Writings in SF, und Worlds of Tomorrow, sowie weiteren SF-Magazinen.
Ley starb 1968 im Alter von 47 Jahren an einem Herzanfall.

## Bibliografie
Romane
- Telepath. Ballantine Books, 1962, OCLC 4339541.
- The Uncensored Man. Dennis Dobson, 1964, OCLC 1234624.
- The Quy Effect. Dennis Dobson, 1966, OCLC 42551753.
- Intermind. Banner, 1967, OCLC 18047234. (als Ray Luther)
- The Power of X. Dennis Dobson, 1968, OCLC 1228794.
  - Die Zeiträuber. Bastei Lübbe Science-Fiction Taschenbuch #9, 1973, Übersetzerin Ingrid Rothmann, ISBN 3-404-09931-1.
- Junk Day. Dennis Dobson, 1970, ISBN 0-234-77329-4.
  - Schrottwelt. Ullstein Science-Fiction #31089, 1984, Übersetzer Jürgen Langowski, ISBN 3-548-31089-3.

Sammlungen
- Time Transfer and Other Stories. Michael Joseph, 1956, OCLC 1854990.
  - Fremdling auf der Erde. Goldmanns Zukunftsromane, 1964, Übersetzer Hans-Ulrich Nichau, DNB 454655495.
- The Long Eureka: a Collection of Short Stories. Dennis Dobson, 1968, ISBN 0-234-77075-9.
  - Elixier der Unsterblichkeit. Goldmanns Weltraumtaschenbücher #Band 0101, 1969, Übersetzer Hans-Ulrich Nichau, DNB 458931101.

Kurzgeschichten
- The Haunting. 1953.
- The Boys from Vespis. 1954.
- The Departed. 1954.
- A Start in Life. 1954.
  - Deutsch: Ein Start ins Leben. In: Lothar Heinecke (Hrsg.): Galaxis Science Fiction, #13. Moewig, 1959.
- The Cautious Invaders. 1954.
- The Age of Kindness. 1954.
- The Mission. 1955.
- The Figment. 1955.
- Escape Mechanism. 1955.
- The Proxies. 1955.
- Jukebox. 1955.
- Cry Wolf. 1956.
- Armistice. 1956.
- Birthright. 1956.
- The Warriors 1956.
- The Masters. 1956.
- Categorical Imperative. 1956.
- Control Room. 1956.
- Time Transfer. 1956.
- From Up There. 1956.
- The Wordless Ones. 1956.
- The Transfer. 1956.
- Pentagram. 1956.
- Soliloquy. 1956.
- The Awakening. 1956.
- The Category Inventors. 1956.
- One Across. 1956.
- Verbal Agreement. 1956.
- Fresh Start (Jul. 1957)
- Brink of Madness. 1957.
- Limits. 1958.
- Blank Form. 1958.
- The Shadow People. 1958.
- Flatiron. 1958.
- The Long Eureka. 1959.
- For the Colour of His Hair. 1959.
- The Tycoons. 1959.
- The Scene Shifter. 1959.
  - Deutsch: Der Kulissenschieber. In: Frederik Pohl, Wolfgang Jeschke (Hrsg.): Titan 5. Heyne (Heyne Science Fiction & Fantasy #3546), 1977, ISBN 3-453-30440-3.
- The Outstretched Hand. 1959.
- Starting Course. 1961.
- The Well-Trained Heroes. 1964.
- The Power of Y (1965)
- The Tinplate Teleologist. 1965.
- Gifts of the Gods. 1966.
- That Evening Sun Go Down. 1966.
- The Key of the Door. 1967.
- The Last Time Around. 1968.
  - Deutsch: Die Verabredung. In: Science-Fiction-Stories 49. Ullstein (Ullstein 2000 #93 (3148)), 1975, ISBN 3-548-03148-4.
- Trade-In (1968)
- Homecoming. 1968.
- Crack In the Shield. 1968.
  - Deutsch: Das andere Leben. In: Wulf H. Bergner (Hrsg.): Im Angesicht der Sonne. Heyne (Heyne Science Fiction & Fantasy #3145), 1969.
- The Trial. 1969.
- The Legend and the Chemistry. 1969.
- The Dodgers. 1969.

Sachbuch
- Where Now? 1961.